# Rewind Forward
Rewind Forward è un EP del cantautore britannico Ringo Starr, pubblicato il 13 ottobre 2023.

## Tracce
1. Shadows on the Wall – 3:30 (Steve Lukather, Joseph Williams)
2. Feeling the Sunlight – 3:06 (Paul McCartney)
3. Rewind Forward – 3:30 (Richard Starkey, Bruce Sugar)
4. Miss Jean – 4:44 (Mike Campbell, Benmont Tench)

## Formazione
- Ringo Starr - voce, batteria, percussioni
- Steve Lukather - chitarra (1)
- Joseph Williams - cori (1)
- Torrance Klein - basso (1)
- Paul McCartney - basso, chitarra, cetra da tavolo, tastiera, cori (2)
- Bruce Sugar - tastiera (3)
- Joe Walsh, Steve Dudas - chitarra (3)
- Kipp Lennon, Marky Lennon - cori (3)
- Matt Bissonette - basso (3)
- Mike Campbell - chitarra, cori (4)
- Benmont Tench - piano (4)
- Lance Morrison - basso (4)